# Saitis barbipes
Saitis barbipes är en spindelart som först beskrevs av Simon 1868.  Saitis barbipes ingår i släktet Saitis och familjen hoppspindlar. Inga underarter finns listade i Catalogue of Life.